# Cuauhtémoc Sandoval Ramírez
Cuauhtémoc Sandoval Ramírez (14 de agosto de 1950 - 22 de febrero de 2012) fue un político y antropólogo mexicano, miembro del Partido de la Revolución Democrática, diputado federal en dos ocasiones y senador en una.
Cuauhtémoc Sandoval Ramírez fue hijo de Pablo Sandoval Cruz, destacado líder de izquierda en Guerrero; obtuvo el grado de licenciado en Antropología Social, miembro fundador del PRD, fue consejero nacional desde 1989 hasta 2006, lo mismo que consejero estatal en Guerrero, fue diputado federal en dos ocasiones, ambas mediante el principio de representación proporcional, a la LVI Legislatura de 1994 a 1997 y a la LX Legislatura de 2006 a 2009, en 1997 fue elegido Senador de lista nacional suplente, en 1999 la titular, Amalia García solicitó licencia para contender por la Presidencia Nacional del PRD y Cuauhtémoc Sandoval se convirtió en Senador propietario.
En la LX Legislatura fue Secretario de la Comisión de Relaciones Exteriores y miembro de las comisiones de Defensa Nacional y de Población, Fronteras y Asuntos Migratorios.
Falleció el 22 de febrero de 2012.